# Autoregressief model
Het autoregressieve (AR) model is een model uit de tijdreeksanalyse dat wordt gebruikt om bepaalde voorspellingen te doen.

## Definitie
Het autoregressieve model van de orde {\displaystyle p,} genoteerd als {\displaystyle \mathrm {AR} (p),} is gedefinieerd als
{\displaystyle X_{t}=c+\sum _{i=1}^{p}\varphi _{i}X_{t-i}+\varepsilon _{t}},
waarin {\displaystyle \varphi _{1},\ldots ,\varphi _{p}} de parameters van het model zijn, {\displaystyle c} een constante is en {\displaystyle \varepsilon _{t}} witte ruis is. De constante term wordt vaak weggelaten. 

## Aannames
1. {\displaystyle \mathrm {E} (\varepsilon _{t})=0}
2. {\displaystyle \mathrm {E} (\varepsilon _{t}^{2})=\sigma ^{2}}
3. {\displaystyle \mathrm {E} (\varepsilon _{t}\varepsilon _{s})=0} voor alle {\displaystyle t\neq s}

## Voorbeeld
Een {\displaystyle \mathrm {AR} (1)}-proces is gegeven door:
{\displaystyle X_{t}=c+\varphi X_{t-1}+\varepsilon _{t}\,}
waarin {\displaystyle \varepsilon _{t}} aan de aannames voldoet. Daardoor is de verwachtingswaarde {\displaystyle \mathrm {E} (X_{t})} dezelfde voor alle waarden van {\displaystyle t,} indien {\displaystyle |\varphi |<1.}. De verwachtingswaarde {\displaystyle \mu } is gelijk aan 
{\displaystyle \mathrm {E} (X_{t})=\mathrm {E} (c)+\varphi \mathrm {E} (X_{t-1})+\mathrm {E} (\varepsilon _{t})\Rightarrow \mu =c+\varphi \mu +0}
Dus
{\displaystyle \mu ={\frac {c}{1-\varphi }}}
In het bijzonder is, als {\displaystyle c=0}, de verwachtingswaarde gelijk aan 0.
De variantie is
{\displaystyle \mathrm {var} (X_{t})=\mathrm {E} (X_{t}^{2})-\mu ^{2}={\frac {\sigma _{\varepsilon }^{2}}{1-\varphi ^{2}}}},
waarin {\displaystyle \sigma _{\varepsilon }} de standaardafwijking van {\displaystyle \varepsilon _{t}} is.
Dit kan men zien doordat {\displaystyle \mathrm {var} (X_{t})=\varphi ^{2}\mathrm {var} (X_{t-1})+\sigma ^{2}.}